# Bahnhof Bochum-Weitmar
Der Bahnhof Bochum-Weitmar befand sich an der Straße An der Holtbrügge, Ecke Karl-Friedrich-Straße, im Bochumer Stadtteil Weitmar. Seine Lage und die der Zulaufstrecken sind gut nachzuvollziehen auf den Messtischblättern von Bochum.
Der Bahnhof entstand 1875 an der 1870 eröffneten Bahnstrecke Essen-Überruhr–Bochum-Langendreer der Bergisch-Märkischen Eisenbahn-Gesellschaft (BME). Die Strecke hatte Vorläufer in Gestalt von Zechenbahnen wie dem Hasenwinkeler Kohlenweg in Dahlhausen, der bis 1865 auf Normalspur umgebaut und bis 1868 über Weitmar hinaus bis zum Bahnhof Laer verlängert wurde, und einer von Langendreer Süd (heute West) ausgehenden Anschlussbahn zur Zeche Vollmond (1861). Die Zechenbahnen wurden 1870 von der BME übernommen, miteinander verbunden und durchgehend betrieben. Am 14. Februar 1880 wurde die Strecke und die BME durch Gesetz verstaatlicht. Eine weitere Zechenbahn, die noch im Messtischblatt von 1935 eingezeichnete Anschlussbahn vom Bahnhof Weitmar zur Zeche Karl-Friedrich Erbstollen führte früher noch ein Stück weiter südlich bis zur Zeche Brockhauser Tiefbau (Am Bliestollen) mit ihrem noch heute vorhandenen Malakoff-Turm, wie eine Eisenbahn-Karte von 1881 zeigt.
Dazu kam am 1. Januar 1884 die Bahnstrecke Bochum Nord–Bochum-Weitmar, die nach der Verstaatlichung auch der Rheinischen Eisenbahn-Gesellschaft (RhE) und ihres Bahnhofes Bochum Nord (ursprünglich Bochum RhE) von den Königlich Preußischen Staats-Eisenbahnen (K.P.St.E.) in Eigenregie gebaut und betrieben wurde. Der Personenverkehr wurde bereits 1906 (mit einer kurzzeitigen Ausnahme 1945/46) wieder eingestellt, der Güterverkehr am 31. Januar 1999.
Beinahe wäre an gleicher Stelle bereits um 1867 ein Bahnhof der damals geplanten Ruhrtal-Verbindungs-Eisenbahn (RVE) entstanden, aber dieses Projekt wurde dann aus finanziellen Gründen aufgegeben. Die seit Anfang der 1860er Jahre geplante Strecke hätte im Bochumer Norden an einer neuen „Centralstation“ beginnen sollen (westlich des späteren Bahnhofes Präsident an der RhE-Strecke nach Wattenscheid), sollte die Hauptstrecke Witten – Bochum – Essen der BME westlich des Bahnhofes Bochum Süd im rechten Winkel kreuzen und über den Bahnhof Weitmar nach Hattingen führen. Nur der noch weiter nach Süden führende Abschnitt des Projektes, Hattingen - Sprockhövel – Schee, wurde 1884 von der K.P.St.E. verwirklicht und bis Wichlinghausen verlängert. Ursprünglich war für das Projekt Aprath (heute zu Wülfrath) als Endpunkt vorgesehen. Nicht belegt ist die Vermutung, dass die Strecke Bhf Weitmar – Bhf Bochum Nord (RhE) auf einer anderen Streckenvariante des Projektes errichtet wurde.
Interessant ist auch das Straßenbahngleis, das auf dem Messtischblatt von 1935 zwischen dem Bahnhof Weitmar und der Zeche Karl-Friedrich im Verlauf der Karl-Friedrich-Straße zu entdecken ist. Im Vorläufer-Kartenblatt von 1921 war es noch nicht vorhanden. Es handelt sich um das Relikt eines Straßenbahn-Projektes, das vor seinem Weiterbau in Richtung Weitmar-Mitte abgebrochen wurde und nie in Betrieb ging.
Das 2014 abgerissene Bahnhofsgebäude wurde 1895 errichtet. Er diente unter anderem als Zwischenlager für das Stahlwerk Thyssen Krupp. Der letzte Zug fuhr hier 1999. Das Gelände verwilderte nach der Stilllegung. Im Januar 2014 wurde das Gebiet an einem Investor verkauft und das ehemalige Bahnhofgebäude abgerissen. Gegen die Wohnbebauung auf dem Bebauungsplan Nr. 946 erhob die Bürgerinitiative Bahnhof Weitmar im Juli 2014 Einwände. Die Bebauung war 2019 weitestgehend abgeschlossen.